# یاملیتس

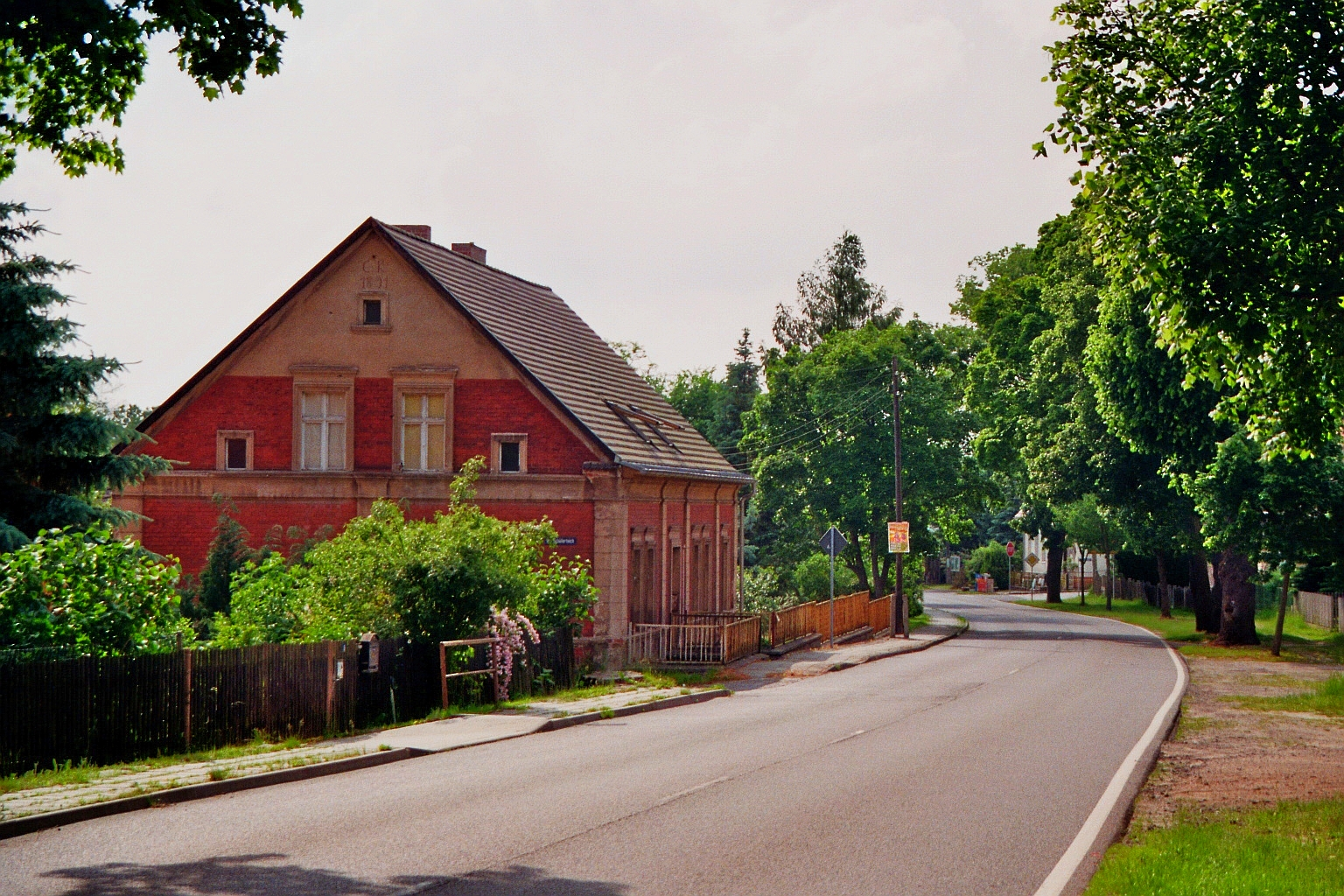
یاملیتس

یاملیتس (به آلمانی: Jamlitz) یک شهر در آلمان است که در دامه-اشپریوالد واقع شده‌است. یاملیتس ۶۱۱ نفر جمعیت دارد.